# باكو يونكي
باكو يونكي هي قصة للأطفال كتبها الشاعر البيروفي سيزار فاليجو، نُشرت القصة الإسبانية لأول مرة (بعد وفاته) في عام 1951.

## تاريخ
تُصور القصّة تجارب فاليجو الحياتية، ولعدة أشهر درّس فاليجو ابن مالك أرض في سييرا دي باسكو. كتب فاليجو باكو يونكي في أبريل 1931، إٍستجابة لطلب أحد المحررين بكتابة قصة للأطفال.  وبعد قراءة القصة رفضها المحرر ووصفها بأنها «حزينة للغاية». ولذلك لم ينشر العمل حتى عام 1951.  أصبحت فيما بعد ضمن المناهج المطلوبة في المدارس البيروفية. لينتج خوان أسيفيدو عديداً من القصص المصوّرة التي تمت قراءتها على نطاق واسع.  

## ملخص
باكو يونكي هو ابن خادمة هندية فقيرة تعمل لدى رجل إنجليزي يدعى دوريان جريف، يعمل جريف مديراً للسكك الحديدية وأيضاً عمدة المدينة، إبنه هامبرتو يضاهي عمر باكو، وتبدأ القصة مع أول يوم دراسي لهما في المدرسة حيث يجد باكو يونكي صديقاً يحميه في صبي آخر، يُدعى باكو فارينيا، ومع ذلك، يتصرف هامبرتو كمتنمر بغيض، حيق يتيح له المعلم الإفلات من العقاب في كل مرة، وذلك بسبب مكانة والد هامبرتو في المجتمع.
وعندما يقوم المعلم باختبار طلابه، يعمل باكو يونك بجد، بينما يقوم هامبرتو برسم الخربشات في دفتر ملاحظاته. وإذا خرج الفصل لأخذ استراحة، يسرق هامبرتو عمل باكو ويبدل اسمائهما، ليضع اسمه على الورق. ثم يسلم عمل باكو، ويمرره على أنه عمله. يعاقب المعلم باكو بالحجز، بينما باكو غير قادر على شرح ما حدث لعمله، ومع ذلك، ليحصل هامبرتو على تقدير جيد وثناء على قوة عمل باكو. نتيجة ذلك، ينكسر باكو إلى حزن لا متناهي؛ فيحاول صديقه باكو فارينيا مواساته. 